# Division 1 1962-1963
La Division 1 1962-1963 è stata la 25ª edizione della massima serie del campionato francese di calcio, disputato tra il 18 agosto 1962 e il 26 maggio 1963 e concluso con la vittoria del Monaco, al suo secondo titolo.
Capocannoniere del torneo è stato Serge Masnaghetti (Valenciennes) con 35 reti.

## Stagione

### Avvenimenti
Il girone di andata fu caratterizzato dalla lotta al vertice fra diverse squadre: inizialmente fu lo Stade Reims ad assumere il comando solitario della classifica, poi sopraggiunse un enorme gruppo di squadre dalle quali si staccarono, in ordine cronologico, il Bordeaux per due giornate, il Rennes, nuovamente lo Stade Reims, il Nizza e infine l'Olympique Lione, che giunse al giro di boa detenendo il comando solitario. Anche l'inizio del girone di ritorno vide diverse squadre contendersi la vetta della graduatori con il Sedan-Torcy che, dalla ventitreesima giornata, assunse il comando della classifica occupandolo per diverse gare. Nel frattempo si accreditò come rivale principale della capolista il Monaco, che fino ad allora era rimasto a ridosso della lotta al titolo: la rimonta venne completata alla trentunesima, mentre il sorpasso avvenne dopo due gare. Di lì fino alla fine i monegaschi presero il largo, mentre le altre concorrenti continuavano ad alternarsi al secondo posto: il verdetto del campionato avvenne con un turno di anticipo, grazie ai quattro punti di vantaggio che il Monaco aveva sullo Stade Reims.
Gli ultimi verdetti in zona retrocessione videro il declassamento del Grenoble e del FC Nancy, che nel corso del torneo non riuscirono mai ad avere ragione delle altre avversarie. Chiusero la classifica il Montpellier e l'Olympique Marsiglia, retrocesse rispettivamente con una e due gare di anticipo.

## Classifica finale
|  | Pos. | Squadra             | Pt | G  | V  | N  | P  | GF | GS | DR  |
|  | ---- | ------------------- | -- | -- | -- | -- | -- | -- | -- | --- |
|  | 1.   | Monaco              | 50 | 38 | 20 | 10 | 8  | 77 | 44 | +33 |
|  | 2.   | Stade Reims         | 47 | 38 | 19 | 9  | 10 | 79 | 52 | +27 |
|  | 3.   | Sedan-Torcy         | 46 | 38 | 19 | 8  | 11 | 68 | 46 | +22 |
|  | 4.   | Bordeaux            | 45 | 38 | 15 | 15 | 8  | 63 | 38 | +25 |
|  | 5.   | Olympique Lione     | 43 | 38 | 15 | 13 | 10 | 52 | 41 | +11 |
|  | 6.   | Nîmes               | 42 | 38 | 16 | 10 | 12 | 67 | 47 | +20 |
|  | 7.   | Tolosa              | 42 | 38 | 16 | 10 | 12 | 64 | 52 | +12 |
|  | 8.   | Rouen               | 42 | 38 | 18 | 6  | 14 | 59 | 57 | +2  |
|  | 9.   | Valenciennes        | 41 | 38 | 13 | 15 | 10 | 60 | 45 | +15 |
|  | 10.  | RC Paris            | 41 | 38 | 14 | 13 | 11 | 80 | 71 | +9  |
|  | 11.  | Rennes              | 41 | 38 | 14 | 13 | 11 | 69 | 71 | -2  |
|  | 12.  | Nizza               | 38 | 38 | 14 | 10 | 14 | 64 | 79 | -15 |
|  | 13.  | Angers              | 37 | 38 | 13 | 11 | 14 | 51 | 64 | -13 |
|  | 14.  | Strasburgo          | 34 | 38 | 9  | 16 | 13 | 54 | 63 | -9  |
|  | 15.  | Stade Français      | 32 | 38 | 11 | 10 | 17 | 54 | 70 | -16 |
|  | 16.  | Lens                | 30 | 38 | 10 | 10 | 18 | 60 | 67 | -7  |
|  | 17.  | Grenoble            | 28 | 38 | 7  | 14 | 17 | 36 | 61 | -25 |
|  | 18.  | FC Nancy            | 28 | 38 | 9  | 10 | 19 | 37 | 66 | -29 |
|  | 19.  | Montpellier         | 27 | 38 | 9  | 9  | 20 | 50 | 77 | -27 |
|  | 20.  | Olympique Marsiglia | 26 | 38 | 9  | 8  | 21 | 42 | 75 | -33 |

Legenda:
      Campione di Francia e ammessa alla Coppa dei Campioni 1963-1964.
      Ammesse alla Coppa delle Coppe 1963-1964.
      Ammesso in Coppa delle Fiere 1963-1964
      Retrocesse in Division 2 1963-1964.
Note:
Due punti a vittoria, uno a pareggio, zero a sconfitta.

### Squadra campione
| Formazione tipo | Giocatori (presenze)       |
| --- | -------------------------- |
| Hernandez Thomas Forcherio Artelesa Biancheri Hidalgo Théo Carlier Djibrill Cossou Douis                                                                                 | Jean-Claude Hernandez (37) |
| Hernandez Thomas Forcherio Artelesa Biancheri Hidalgo Théo Carlier Djibrill Cossou Douis                                                                                 | Armand Forcherio (26)      |
| Hernandez Thomas Forcherio Artelesa Biancheri Hidalgo Théo Carlier Djibrill Cossou Douis                                                                                 | Marcel Artélésa (38)       |
| Hernandez Thomas Forcherio Artelesa Biancheri Hidalgo Théo Carlier Djibrill Cossou Douis                                                                                 | Georges Thomas (29)        |
| Hernandez Thomas Forcherio Artelesa Biancheri Hidalgo Théo Carlier Djibrill Cossou Douis                                                                                 | Henri Biancheri (34)       |
| Hernandez Thomas Forcherio Artelesa Biancheri Hidalgo Théo Carlier Djibrill Cossou Douis                                                                                 | Michel Hidalgo (38)        |
| Hernandez Thomas Forcherio Artelesa Biancheri Hidalgo Théo Carlier Djibrill Cossou Douis                                                                                 | Théodore Szkudlapski (32)  |
| Hernandez Thomas Forcherio Artelesa Biancheri Hidalgo Théo Carlier Djibrill Cossou Douis                                                                                 | Yvon Douis (36)            |
| Hernandez Thomas Forcherio Artelesa Biancheri Hidalgo Théo Carlier Djibrill Cossou Douis                                                                                 | Lucien Cossou (33)         |
| Hernandez Thomas Forcherio Artelesa Biancheri Hidalgo Théo Carlier Djibrill Cossou Douis                                                                                 | Bart Carlier (18)          |
| Hernandez Thomas Forcherio Artelesa Biancheri Hidalgo Théo Carlier Djibrill Cossou Douis                                                                                 | Karimou Djibrill (33)      |
| Altri giocatori: Jean-Marie Courtin (17), André Hess (16), Georges Taberner (16), Georges Casolari (8), Jean-Claude Girod (5), Claude Peretti (1), Raymond Sottimano (1) |                            |

## Statistiche

### Capoliste solitarie
|    | ——          | —— | —— | ——       | ——       | ——     | —— | —— | ——  | ——  | ——  | ——  | ——          | ——    | ——  | ——  | ——       | ——       | ——       | ——       | ——  | ——  | ——          | ——          | ——          | ——          | ——          | ——          | ——          | ——  | ——  | ——     | ——     | ——     | ——     | ——     | ——     | —— |  |
|    | Stade Reims |    |    | Bordeaux | Bordeaux | Rennes |    |    |     |     |     |     | Stade Reims | Nizza |     |     | O. Lione | O. Lione | O. Lione | Bordeaux |     |     | Sedan-Torcy | Sedan-Torcy | Sedan-Torcy | Sedan-Torcy | Sedan-Torcy | Sedan-Torcy | Sedan-Torcy |     |     | Monaco | Monaco | Monaco | Monaco | Monaco | Monaco |    |  |
|    |             |    |    |          |          |        |    |    |     |     |     |     |             |       |     |     |          |          |          |          |     |     |             |             |             |             |             |             |             |     |     |        |        |        |        |        |        |    |  |
|    |             |    |    |          |          |        |    |    |     |     |     |     |             |       |     |     |          |          |          |          |     |     |             |             |             |             |             |             |             |     |     |        |        |        |        |        |        |    |  |
| 1ª | 2ª          | 3ª | 4ª | 5ª       | 6ª       | 7ª     | 8ª | 9ª | 10ª | 11ª | 12ª | 13ª | 14ª         | 15ª   | 16ª | 17ª | 18ª      | 19ª      | 20ª      | 21ª      | 22ª | 23ª | 24ª         | 25ª         | 26ª         | 27ª         | 28ª         | 29ª         | 30ª         | 31ª | 32ª | 33ª    | 34ª    | 35ª    | 36ª    | 37ª    | 38ª    |    |  |

## Percorso dei club nelle coppe europee
| Club                | Competizione       | Risultato        | Ultimo avversario               |
| ------------------- | ------------------ | ---------------- | ------------------------------- |
| Stade Reims         | Coppa dei Campioni | Quarti di finale | Feyenoord (0-1; 1-1)            |
| Saint-Étienne       | Coppa delle Coppe  | Ottavi di finale | Norimberga (0-0; 0-3)           |
| Olympique Marsiglia | Coppa delle Fiere  | Primo turno      | Union Saint-Gilloise (1-0; 2-4) |